# مطار باربودا كدرينغتون
مطار باربودا كدرينغتون (بالإنجليزية: Barbuda Codrington Airport) (إياتا: BBQ، إيكاو: TAPH) هو مطار يقع في كدرينغتون، باربودا، أنتيغوا وباربودا.
في سبتمبر 2017، ألحق إعصار إيرما أضرارًا جسيمة بالمطار، ونتيجة لذلك، أغلقت سلطات أنتيغوا وبربودا المطار حتى اكتمال الإصلاحات.

## الوجهات
| شركـات طيـران          | الوجهات                        |
| ---------------------- | ------------------------------ |
| ABM Air                | Antigua                        |
| Anguilla Air Services  | عارض: Anguilla (معلقة)         |
| Caribbean Helicopters  | Antigua                        |
| FlyMontserrat          | Antigua                        |
| St Barth Commuter      | عارض: Saint Barthélemy (معلقة) |
| Trans Anguilla Airways | عارض: Anguilla (معلقة)         |

## وصلات خارجية
- تاريخ الحوادث لـ (BBQ) على شبكة سلامة الطيران.